# Reserva (ort)
Reserva är en ort i Brasilien.   Den ligger i kommunen Reserva och delstaten Paraná, i den södra delen av landet, 1 000 km söder om huvudstaden Brasília. Reserva ligger 943 meter över havet och antalet invånare är 11 096.
Terrängen runt Reserva är platt åt sydost, men åt nordväst är den kuperad. Runt Reserva är det glesbefolkat, med 14 invånare per kvadratkilometer.. Det finns inga andra samhällen i närheten.
I omgivningarna runt Reserva växer huvudsakligen savannskog.